# Rhododendron sphaeroblastum
Rhododendron sphaeroblastum är en ljungväxtart som beskrevs av Isaac Bayley Balfour och Forrest. Rhododendron sphaeroblastum ingår i släktet rododendron, och familjen ljungväxter. Utöver nominatformen finns också underarten R. s. wumengense.

## Bildgalleri

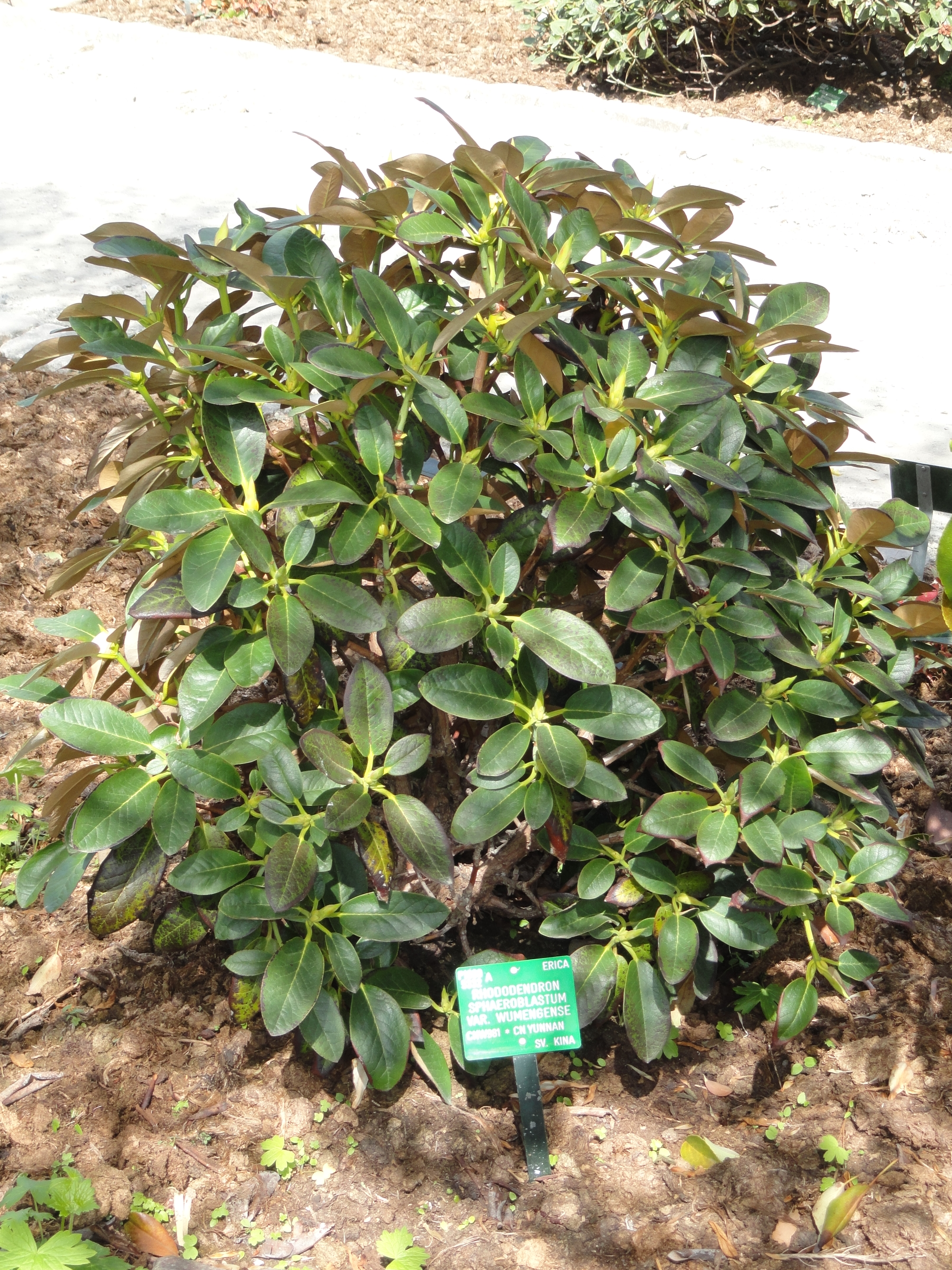